# Eugaster spinulosa
Eugaster spinulosa – gatunek owada prostoskrzydłego z rodziny pasikonikowatych (Tettigoniidae). Występuje w Maroku skąd został opisany naukowo w 1763. 
W Polsce został stwierdzony jednorazowo (w Szczecinie) w transporcie towarów przewiezionych statkiem z Maroka.